# Михајло Пупин
Михајло Идворски Пупин (Идвор, код Ковачице, 9. октобар 1854 — Њујорк, 12. март 1935) био је српски и амерички научник, проналазач, универзитетски професор, публициста, академик и добротвор.
Пупин је био професор на Универзитету Колумбија. Током свог научног и експерименталног рада дао значајне закључке важне за поља вишеструке телеграфије, бежичне телеграфије и телефоније, потом рентгенологије, а има и великих заслуга за развој електротехнике. Такође је заслужан и за проналазак Пупинових калемова. Био је и један од оснивача и дугогодишњи председник Српског народног савеза у Америци. Пупин је био почасни конзул Србије у САД.
Добитник је многих научних награда и медаља, био је члан Америчке академије наука, Српске краљевске академије и почасни доктор 18 универзитета. Добио је и Пулицерову награду (1924) за аутобиографско дело „Са пашњака до научењака“ (енгл. From immigrant to inventor).

## Биографија
Михајло Идворски Пупин рођен је 9. октобра 1854. године, по грегоријанском календару, или 27. септембра 1854. године по јулијанском календару, у селу Идвор (данас у општини Ковачица) у Банату (тада Аустријско царство, данас Србија). Отац му се звао Константин, а мајка Олимпијада. Деда по оцу му се звао Арсеније, а Пупини су у Идвору забележени од средине 18. века. По одласку у Америку, додао је презиме „Идворски“ (енгл. Michael Idvorsky Pupin), чиме је нагласио своје порекло. Имао је четворицу браће и пет сестара, од тога су остале три сестре: Персида, Љубица и Христина. Породица Пупин је аутохтона у Банату, где живи барем од прве половине 18. века. Пупини носе типично словенску/српску Хаплогрупу I2.
Према неким изворима преци Михајла Пупина су се крајем 17. века преселили из Вевчана код Струге у Македонији у Банат. Током 16. века баба Пупа са својим синовима се доселила у Вевчане из околике Корче у Албанији (крај који су насељавали Аромуни и Словени). Али ове тврдње су неосноване, с обзиром да је Пупинова породица староседилачка у Банату и једна од аутохтоних српских породица у том крају. Постоје поједини научно неутемељени покушаји да се Пупиново порекло прогласи за цинцарско. Пупинова слава је била Мала Госпојина, али био је везан и за Светог Саву кога је његова мајка нарочито поштовала.
Целога живота памтио је речи своје мајке које наводи у свом аутобиографском делу:
| „ | Дете моје, ако желиш да пођеш у свет, о коме си толико слушао на нашим поселима, мораш имати још један пар очију — очи за читање и писање. У свету има много чега о чему не можеш сазнати ако не умеш да читаш и пишеш. Знање, то су златне лествице преко којих се иде у небеса; знање је светлост која осветљава наш пут кроз живот и води нас у живот будућности пун вечне славе. | ” |

Пупин се 1888. године оженио Американком Саром Катарином Џексон из Њујорка са којом је имао ћерку Варвару. У браку су били само 8 година када је она преминула након тешке упале плућа.
Преминуо је 12. марта 1935. године у Њујорку и сахрањен је на гробљу Вудлон (енгл. Woodlawn) у Бронксу. Постоји иницијатива да његови посмртни остаци буду пренети у Србију.
Током свог истраживања српска новинарка и књижевница Марина Булатовић је пронашла гроб Пупинове ћерке Варваре на гробљу Вудлон, на истој парцели на којој почивају и њени родитељи.

### Образовање
Основно образовање Михајло је стицао најпре у свом родном месту, у српској православној основној школи, а потом у немачкој основној школи у Црепаји. Средњу школу уписао је 1871. године у Панчеву прво у Грађанској школи, а потом у Реалки. У гимназији наставља дружење са Орловаћанином Урошем Предићем, започето у Црепаји. Већ тада се истицао као талентован и даровит ученик, и био је одличног успеха, због чега му је додељена стипендија. Стипендију је добио и захваљујући залагању проте Живковића који је у њему препознао таленат вредан улагања.
Због његове активности у покрету Омладине српске, која је у то време имала сукобе са немачком полицијом морао је да напусти Панчево. Године 1872, одлази у Праг, где је, захваљујући стипендији коју је примао из Панчева, наставио шести разред и први семестар седмог разреда.
Након очеве изненадне смрти, у марту 1874, у својој двадесетој години живота донео је одлуку да прекине школовање у Прагу због финансијских тешкоћа и да оде у Америку.
| „ | Када сам се искрцао пре четрдесет и осам година у Касл Гардену, имао сам у џепу свега пет центи. И да сам уместо пет центи донео пет стотина долара, моја судбина у новој, мени потпуно непознатој земљи, не би била ништа друкчија. Млади досељеник, као што сам тада био ја и не почиње ништа док не потроши сав новац који је понео собом. Ја сам донео пет центи и одмах сам их потрошио на један комад пите од шљива, што је у ствари била назови пита. У њој је било мање шљива, а више коштица! A да сам донео и пет стотина долара, требало би ми само мало више времена да их утрошим, вероватно на сличне ствари, а борба за опстанак која ме је очекивала остала би иста. За младог досељеника и није несрећа да се овде искрца без пребијене паре у џепу; за младог човека уопште није несрећа бити без новаца, ако се одлучио да сам себи крчи пут самосталном животу, под условом да у себи има довољно снаге да савлада све тешкоће са којима ће се сукобити. | ” |

#### Студије у Америци и докторат
У САД је следећих пет година радио као физички радник и паралелно учио енглески, грчки и латински језик. Након три године похађања вечерњих курсева, у јесен 1879. године положио је пријемни испит и уписао студије на Колумбија универзитету у Њујорку.
На студијама је био ослобођен плаћања школарине зато што је био примеран студент, а на крају прве године добио је две новчане награде за успех из грчког језика и математике. Током школовања углавном се издржавао држањем приватних часова и радећи физички тешке послове.
Студије је завршио 1883. године са изузетним успехом из математике и физике, при чему је примио диплому првог академског степена. Потом се вратио у Европу, и то најпре у Уједињено Краљевство (1883—1885) где је наставио школовање на Универзитету Кембриџ захваљујући добијеној стипендији за студије математике и физике.
Након школовања у Кембриџу, Пупин је студије експерименталне физике започео на Универзитету у Берлину 1885. године код професора Хермана фон Хелмхолца, након чега је 1889. године одбранио докторску дисертацију из области физичке хемије, на тему: „Осмотски притисак и његов однос према слободној енергији”.

### Академска каријера и научно-истраживачки рад
Током боравка у Берлину, 1887. године, одржана је чувена седница Друштва за физику на којој је први пут објављено историјско Херцово откриће осцилатора и дипола који емитује електромагнетне таласе. Седницом је председавао фон Хелмхолц, тадашњи Пупинов ментор. Пупинов савременик је такође био и чувени научник Кирхоф, заслужан за откриће два основна електротехничка закона (Прво и друго Кирхофово правило), а који је живео и радио у Берлину. Још током прве године студија Пупин је похађао Хелмхолцова предавања из експерименталне физике, затим предавања о теорији електрицитета и магнетизма код Кирхофа и изводио практичне радове у лабораторији под Хелмхолцовим и Кунтовим руководством, професорима који су у то време били изванредан научан кадар.
Пупин је започео своју каријеру наставника на Универзитету Колумбија 1889. године где је радио пуних четрдесет година (до 1929). Постао је редовни професор 1901. године. Његов положај професора теоријске електротехнике усмерио је његово интересовање на проучавање електромагнетних феномена.
Електрична резонанца, као предмет изучавања, привукла је Пупинову пажњу 1892. године. Као резултат тога, Пупин је изумео електрично струјно коло са подешавањем у резонанцу, који је нашао примену у радио-везама. Овај патент је касније продао компанији Маркони.
Године 1896, након што је Рендген 1895. објавио свој проналазак Х-зрака, Пупин је открио секундарне рендгенске радијације, а убрзо након тога развио је брзу методу рендгенског снимања која се састоји у томе што се између објекта који се снима и фотографске плоче, умеће флуоресцентни екран, чиме је скраћено време експозиције са трајања од око једног часа на свега неколико секунди. Тај метод је нашао широку примену и још увек се примењује.

#### Пупинови калемови
Пупинов најзначајнији проналазак је у свету познат под именом „Пупинова теорија“ (1896) којом је решио проблем повећања домета простирања телефонских струја. Ово откриће омогућило је отклањање штетног дејства капацитивности водова које је представљало главну сметњу преноса сигнала на дужим растојањима, а манифестовало се појавом шума. Проблем је решен постављањем индуктивних калемова на строго одређеним растојањима дуж водова.
| „ | Да не би местимично оптерећени вод дао рђаве резултате у телефонији, треба да релативна честоћа калемова износи најмање десетак калемова по таласној дужини, рачунатој за средњу телефонску учесталост. | ” |

Пупин је, решавајући проблем, кренуо од математичког Лагранжеовог решења за вибрације затегнуте жице. Разрадио је нову математичку теорију преноса осцилација кроз жицу са распоређеним масама и на основу овог решења дошао до потребних величина у аналогном електричном моделу вода са периодично уметнутим индуктивностима. Ти индуктивни калемови, у његову част, названи су Пупинови калемови, а процес укључивања у линију пупинизација. Овај патент му је донео светску славу и богатство (Телефонска компанија Бел купила је право коришћења Пупинових калемова 1901. године, као и Компанија Сименс и Халске у Немачкој), а захваљујући његовим проналасцима у аналогној телефонији функционише међуградски и међународни телефонски саобраћај.
Национални институт за друштвене науке одликовао је Пупина златном медаљом за овај изум.
Решавајући многе проблеме који су се јављали у примени пупинизације, Пупин је проналазио нова решења у области примене наизменичних струја. Године 1899., развио је теорију вештачких линија на којима се заснива математичка теорија филтера. Пупин је сугерисао и идеју негативне отпорности и први је направио индукциони мотор са већом брзином од синхроне. Доказао је да се могу добити непрекидне електричне осцилације ако се негативна отпорност унесе у индуктивно-капацитивно коло. Армстронг, његов студент у лабораторији, произвео је негативну отпорност применом троелектродне електронске цеви-триоде. Користећи овај свој рад, Армстронг је касније пронашао високофреквентни цевни осцилатор, на коме се заснива савремена радио-техника.

#### Истраживања током Првог светског рата
Када су САД ушле у Први светски рат 1917. године, Пупин је на Универзитету Колумбија организовао групу за истраживање технике откривања подморница. Заједно са својим колегама, професором Вилсом и професором Моркрофтом, извршио је бројна испитивања у циљу откривања подморница у Ки Весту и Новом Лондону. Такође, вршио је и истраживања за потребе успостављања телекомуникације између авиона. Током рата, Пупин је био члан Државног савета за истраживања и Државног саветодавног одбора за ваздухопловство.
За овај рад добио је посебну захвалницу америчког Председника Хардинга коју је Пупин објавио у свом аутобиографском делу на 386. страни.

### Допринос одређивању граница Краљевине СХС
Године 1912, Краљевина Србија именовала је Пупина за почасног конзула у САД. Ову дужност је обављао све до 1920. године. Са те позиције он је много допринео успостављању међудржавних и ширих друштвених односа између Краљевине Србије, а касније Краљевине Југославије и САД.
Пупин је по завршетку Првог светског рата као тада већ познати и признати научник али и политички утицајна фигура у Америци утицао на коначне одлуке Париске мировне конференције када се одлучивало о одређивању граница будуће Краљевине Срба, Хрвата и Словенаца.
Пупин је боравио два месеца у Паризу у време преговора о миру (април — мај 1919), на позив владе Краљевине СХС.
| „ | Моје родно место је Идвор, а ова чињеница казује врло мало јер се Идвор не може наћи ни на једној земљописној карти. То је мало село које се налази у близини главног пута у Банату, који је тада припадао Аустроугарској, а сада је важан део Краљевине Срба, Хрвата и Словенаца. Ову покрајину су на Мировној конференцији у Паризу 1919. године тражили Румуни, али њихов захтев био је узалудан. Они нису могли побити чињеницу да је становништво Баната српско, нарочито у оном крају у коме се налази Идвор. Председник Вилсон и г. Лансинг познавали су ме лично и када су од југословенских делегата дознали да сам родом из Баната, румунски разлози изгубили су много од своје убедљивости. | ” |

По Лондонском уговору из 1915. године било је предвиђено да Италији након рата припадне Далмација. Након тајног Лондонског уговора Француска, Енглеска и Русија затражиле су од Србије да након рата начини територијалне уступке Румунији и Бугарској. Тако је Румунији по томе требало да припадне Банат, а Бугарској део Македоније до Скопља.
У врло тешкој ситуацији на преговорима по питању граница Југославије Пупин је лично упутио Меморандум 19. марта 1919. председнику САД, Вудроу Вилсону, који је на основу података добијених од Пупина о историјским и етничким карактеристикама граничних подручја Далмације, Словеније, Истре, Баната, Међимурја, Барање и Македоније свега три дана касније дао изјаву о непризнавању Лондонског уговора потписаног између савезника са Италијом.

## Списак патената
Пупин је објавио око 70 техничких чланака и извештаја и 34 патента. Најновија истраживања (2023) показује да је Пупин имао 142 патента.
Патенти објављени у Америци
| Број патента | Назив патента                                                                  | Енглески назив      | Датум објављивања  |
| ------------ | ------------------------------------------------------------------------------ | ------------------- | ------------------ |
| 519.346      | Апарат за телеграфске и телефонске преносе                                     |                     | 8. мај 1894.       |
| 519.347      | Трансформатор за телеграфске, телефонске или друге електричне системе          |                     | 8. мај 1894.       |
| 640.515      | Техника развођења електричне енергије помоћу наизменичних струја               |                     | 2. јануар 1900.    |
| 640.516      | Електрични пренос помоћу резонантних струјних кола                             |                     | 2. јануар 1900.    |
| 652.230      | Техника смањења слабљења електричних таласа и апарати за то                    |                     | 19. јун 1900.      |
| 652.231      | Метод смањења слабљења електричних таласа и апарати за то                      |                     | 19. јун 1900.      |
| 697.660      | Машина за намотавање                                                           |                     | 15. април 1902.    |
| 707.007      | Вишеструка телеграфија                                                         |                     | 12. август 1902.   |
| 707.008      | Вишеструка телеграфија                                                         | Multiple telegraphy | 12. август 1902.   |
| 713.044      | Произвођење асиметричних струја помоћу симетричног електромоторног процеса     |                     | 4. новембар 1902.  |
| 768.301      | Бежично преношење електричних сигнала                                          |                     | 23. август 1904.   |
| 761.995      | Апарат за смањење слабљења електричних таласа                                  |                     | 7. јун 1904.       |
| 1.334.165    | Преношење електричних таласа                                                   |                     | 16. март 1920.     |
| 1.336.378    | Антена са расподељеним позитивним отпором                                      |                     | 6. април 1920.     |
| 1.388.877    | Звучни генератор                                                               |                     | 3. децембар 1921.  |
| 1.388.441    | Вишеструка антена за преношење електричних таласа                              |                     | 23. децембар 1921. |
| 1.415.845    | Селективна импеданција која се супротставља примљеним електричним осцилацијама |                     | 9. мај 1922.       |
| 1.416.061    | Радио-пријемни систем високе селективности                                     |                     | 10. мај 1922.      |
| 1.456.909    | Таласни проводник                                                              |                     | 29. мај 1922.      |
| 1.452.833    | Апарат за селективно појачавање                                                |                     | 23. април 1923.    |
| 1.446.769    | Апериодични пилотни проводник                                                  |                     | 23. фебруар 1923.  |
| 1.488.514    | Селективни апарат за појачавање                                                |                     | 1. април 1923.     |
| 1.494.803    | Електрично подешавање                                                          |                     | 29. мај 1923.      |
| 1.503.875    | Радиофонски пријемник                                                          |                     | 29. април 1923.    |

## Књижевна делатност
Поред патената објавио је више десетина научних расправа и 1923. године своју аутобиографију на енглеском језику From Immigrant to Inventor за коју је 1924. године добио Пулицерову награду. На српском језику објављена је први пут 1929. године и то под насловом Са пашњака до научењака. Поред ове књиге објавио је још две:
- Нова реформација: од физичке до духовне стварности (енгл. The New Reformation : from physical to spiritual realities; 1927)
- Романса о машини (енгл. Romance of the Machine; 1930)

Остали радови које је самостално објавио:
- (1902)
- (1918)

## Задужбине Михајла Пупина
Пупин је 1914. године оформио „Фонд Пијаде Алексић-Пупин“ при САНУ, у знак захвалности мајци Олимпијади на подршци коју му је током живота пружала. Средства фонда су се користила за помагање школовања у Старој Србији и Македонији, а стипендије су додељиване једном годишње на празник Свети Сава. У знак захвалности још 1930-их година једна улица у Охриду добила је име Михајло Пупин.
У Идвору је од сопствених средстава подигао Народни дом Михајло И. Пупин, са жељом да објекат добије функцију народног универзитета, односно да буде баштованска и воћарска школа, што се до данас није остварило. Данас се у Идвору налази Меморијални комплекс, основан у спомен на рад и заслугеовог великог српског научника, проналазача, професора и добротвора.
Основао је посебан „Фонд Михајла Пупина“ од своје имовине у Краљевини Југославији, који је доделио „Привреднику“ за школовање омладине и за награде за „ванредне успехе у пољопривреди“, као и Идвору за награђивање ученика и помоћ црквеној општини.
Фонд Михајла Пупина у оквиру Народног музеја у Београду, финансирао је израду и штампање првих савремених научних монографија о српским средњовековним манастирима, попут Студенице и Манасије.
Захваљујући Пупиновим донацијама, Дом у Идвору је добио читаоницу, стипендирало се школовање омладине за пољопривреду и финансирала се електрификација и изградња водовода у Идвору.
Основао је задужбину при Народно–историјско-уметничком музеју у Београду. Фондови Задужбине користили су се за куповину српских уметничких дела за музеј и издавање публикација „српских старина“. У имовину Задужбине, Пупин је уложио милион динара.
У Америци је 1909. године основао једну од најстаријих српских исељеничких организација — Савез Сједињених Срба - Слога — која је имала за циљ окупљање Срба у дијаспори и пружање узајамне помоћи, као и очување и неговање етничких вредности и културног наслеђа. Ова организација се потом удружила са још три друге исељеничке организације у Српски народни савез (енгл. Serbian national fondation), а Пупин је био један од њених оснивача и дугогодишњи председник (1909—1926).
Организовао је и Коло српских сестара, које су сакупљале помоћ за Српски црвени крст, а помагао је и окупљање добровољаца 1914. године за ратне операције у домовини преко српске патриотске организације Српска народна одбрана (енгл. Serbian National Defense) коју је предводио и коју је такође он основао. Касније је ову организацију током Другог светског рата поново активирао Јован Дучић са истим задатком. Личним средствима гарантовао је испоруке хране Србији, а био је и на челу Комитета за помоћ жртвама рата.
Пупин је такође био активан у оснивању Српског друштва за помоћ деци које је набављало лекове и одећу и налазило домове за ратну сирочад.
Професор Пупин је сам финансирао штампање једне српске патриотске књиге о Првом светском рату, дело Милана Топлице. Приход од продаје те књиге, био је намењен "Друштву за помагање Срба бегунаца и протераних из Аустроугарске монархије".
Колекција од 12 вредних слика поклоњених од стране Пупина Народном музеју у Београду данас чини Легат Михајло Пупин.
Богати професор Пупин је око 1915. године написао свој тестамент, у којем је одредио да буду помогнуте многе српске националне, образовне и културне установе. Након његове смрти, 1935. године међутим последњу очеву вољу пред америчким судом је покушала да оспори његова кћерка гђа Смит. Уместо намењених 50.000 долара, обарањем очевог тестамента она би добила чак милион долара. Кћерка је имала шансе по америчким законима, јер да би тестамент био ваљан морају постојати два истоветна примерка. Проблем је настао због недостатка још једног истоветном примерка тестамента.
Убрзо после његове смрти, ћерка Варвара је продала његову заоставштину на аукцији.

## Почасти
Михајло Пупин је био:
- Председник Института радио инжењера 1917, САД
- Председник Америчког института инжењера електротехнике 1925—1926.
- Председник Америчког друштва за унапређење науке
- Председник Њујоршке академије наука
- Члан Француске академије наука
- Члан Српске краљевске академије

### Титуле
- Доктор наука, Универзитет Колумбија (1904)
- Почасни доктор наука, Џонс Хопкинс Универзитет (1915)
- Доктор наука Принстон Универзитет (1924)
- Почасни доктор наука, Њујорк Универзитет (1924)
- Почасни доктор наука, Муленберг Колеџ (1924)
- Доктор инжењерства, Школа примењених наука (1925)
- Доктор наука, Џорџ Вашингтон Универзитет (1925)
- Доктор наука Унион Колеџ (1925)
- Почасни доктор наука, Маријета Колеџ (1926)
- Почасни доктор наука, Универзитет Калифорнија (1926)
- Доктор наука, Руџерс Универзитет (1926)
- Почасни доктор наука, Делавер Универзитет (1926)
- Почасни доктор наука, Кењон Колеџ (1926)
- Доктор наука, Браун Универзитет (1927)
- Доктор наука, Рочестер Универзитет (1927)
- Почасни доктор наука, Мидлбури Колеџ (1928)
- Доктор наука, Универзитет у Београду (1929)
- Доктор наука, Универзитет у Прагу (1929)

Био је почасни грађанин Зрењанина од 1921. године, и Бледа, који је његовом заслугом припао Краљевини СХС

### Медаље
- Медаља Елиот Кресон института Френклин 1902.
- Хербертова награда Француске академије 1916.
- Едисонова медаља америчког института инжењера електротехнике 1919.
- Почасна медаља америчког Радио института 1924.
- Почасна медаља института друштвених наука 1924.
- Награда Џорџа Вошингтона западног удружења инжењера 1928.
- Бели орао Првог Реда, Краљевина Југославија 1929.
- Бели лав Првог Реда, највише одликовање за странце Чехословачке Републике 1929.
- Медаља Џона Фрица[44] четири америчка национална удружења инжењера електротехнике 1931.

У Београду је 1946. године основан Институт Михајло Пупин.
Један мањи кратер на Месецу, у Пупинову част, назван је његовим именом, као и једна мала планета која је откривена 2001. године.
Физичке лабораторије Универзитета Колумбија још увек носе његово име. Године 1927, на Универзитету Колумбија, Њујорк саграђена је зграда Одсека за физику под именом Пупинова лабораторија. У овој згради, још за живота Пупина, 1931. године Харолд C. Уреу је открио тешки водоник, што је било прво велико откриће у Пупиновој лабораторији. Ту је отпочела и изградња прве нуклеарне батерије. Уреу је добио Нобелову награду 1934. године. Научници Пупинови студенти су били Миликен, Лангмур, Армстронг и Торнбриџ. Прва двојица су добитници Нобелове награде.

## Наслеђе
Американци су 1943. године саградили теретни брод који је добио Пупиново име. Брод је био дугачак 129 метара, а носивост му је била 4.380 тона.
Снимљен је и филм о Михајлу Пупину према његовом аутобиографском делу у сарадњи са Универзитетом Колумбија.
У Пупинову част је 2015. реализована велика изложба у Историјском музеју Србије.
О његовом животу је 2024. постављена дуодрама „Пупин – последњи сан”, у режији Милоша Павловића.

### Посебно признање
У Америци је 1958. године установљена Медаља Михајла Пупина која се додељује сваке године за посебне заслуге, за допринос националним интересима Америке. На листи носилаца овог признања налази се и Едгар Хувер (1961) некадашњи директор америчког Федералног истражног бироа (ФБИ).